# Remasters
Remasters è una compilation dei Led Zeppelin pubblicata il 12 ottobre 1990. L'album è essenzialmente una versione ridotta della precedente raccolta, Led Zeppelin, in 6 vinili o 4 CD. I brani sono stati scelti personalmente da Jimmy Page e rimasterizzati in digitale grazie alla collaborazione con George Marino.
L'album in formato CD e MC è doppio mentre in formato LP è triplo.

## Tracce

### CD/MC 1
1. Communication Breakdown - 2:28
2. Babe I'm Gonna Leave You - 6:41
3. Good Times, Bad Times - 2:43
4. Dazed and Confused - 6:26
5. Whole Lotta Love - 5:34
6. Heartbreaker - 4:14
7. Ramble On - 4:24
8. Immigrant Song - 2:23
9. Celebration Day - 3:28
10. Since I've Been Loving You - 7:24
11. Black Dog - 4:54
12. Rock and Roll - 3:40
13. The Battle of Evermore - 5:51
14. Misty Mountain Hop - 4:39
15. Stairway to Heaven - 8:01

### CD/MC 2
1. The Song Remains the Same - 5:29
2. The Rain Song - 7:39
3. D'yer Mak'er - 4:23
4. No Quarter - 7:00
5. Houses of the Holy - 4:03
6. Kashmir - 8:32
7. Trampled Under Foot - 5:35
8. Nobody's Fault but Mine - 6:28
9. Achilles Last Stand - 10:23
10. All My Love - 5:53
11. In the Evening - 6:51

## Formazione
- Robert Plant - voce (tutti i brani), armonica a bocca (brano: A3)
- Jimmy Page - chitarra elettrica (tutti i brani tranne A13), chitarra acustica (brani: A2, A7, A9, A15, B2), chitarra a 12 corde (brani: A9, A15, B2), mandolino (brano: A13)
- John Paul Jones - basso a 4 corde, basso a 8 corde (brano: B9), chitarra acustica (brano: A13), mellotron, pianoforte, organo Hammond, clavinet
- John Bonham - batteria, percussioni ignote (brano: A7)

### Personale aggiunto
- Sandy Denny - voce (brano: A13)